# Fabi Píctor
Els Fabi Píctor (llatí: Fabii Pictores) foren una branca de la gens Fàbia que portà el cognom Píctor ('pintor') i iniciada per Gai Fabi, que prengué l'agnomen de Píctor perquè era la seva professió; aquest agnomen passà als seus fills, que el portaren com a cognomen i així esdevengué hereditari. Els seus membres destacaren en la política romana de final del segle iv aC fins a mitjan segle ii aC.
Els personatges més destacats van ser:
- Gai Fabi Píctor, pintor romà i el primer de ser anomenat Píctor.
- Gai Fabi Píctor, cònsol el 269 aC i fill de l'anterior.
- Numeri Fabi Píctor, cònsol el 266 aC i germà de l'anterior.
- Quint Fabi Píctor, el primer gran historiador romà, nebot de l'anterior.
- Quint Fabi Píctor (pretor 189 aC), pretor el 189 aC i fill de l'anterior.
- Servi Fabi Píctor, fill de l'anterior i segurament també historiador, com el seu avi Quint.